# Jerzy Kochman
Jerzy Kochman (ur. 28 kwietnia 1954 w Świętochłowicach) – polski żużlowiec.
Zawodnik Śląska Świętochłowice w latach 1973–1986.
Jerzy Kochman wyjechał pod koniec lat 80. do Niemiec, gdzie do dzisiaj mieszka.

## Największe sukcesy
- 4-krotny udział w finale Indywidualnych Mistrzostwach Polski:

1976 Gorzów Wielkopolski - 15. miejsce
1979 Gorzów Wielkopolski - 7. miejsce
1981 Leszno - 10. miejsce
1976 Zielona Góra - 9. miejsce
- wicemistrzostwo Polski w jeździe parami (1983)
- zwycięstwo w Memoriale Eugeniusza Nazimka w Rzeszowie (1984)

## Inne ważniejsze turnieje
| Osiągnięcia: | Osiągnięcia: | 1. miejsce (1980) | 1. miejsce (1980) | 1. miejsce (1980) | 1. miejsce (1980) |
| Sezon        | Miasto       | Msc               | Pkt               | Biegi             | Kluby             |
| 1980         | Leszno       | 11                | 6                 | (d,2,2,1,1)       | Świętochłowice    |
| 1981         | Leszno       | 13                | 2                 | (1,1,0,0)         | Świętochłowice    |